# Dadao
Le dadao (大刀, dàdāo, « grand couteau ») est une arme traditionnelle chinoise, appartenant au type dao, parfois désigné en français comme le « grand sabre chinois ».

## Origine
Le Dadao est une ancienne arme de guerre, bien adaptée pour pénétrer les armures ennemies en raison de sa forme et de son poids. Connu dans les arts martiaux, son origine provient de l'agriculture et n'a pas été beaucoup utilisé dans le domaine militaire. Malgré sa taille, il est maniable et  léger. Les membres de la Garde Impériale devaient passer un examen sur cette arme et prouver qu'ils étaient capables de transpercer avec l'arme une tige de cuivre de l'épaisseur d'un pouce .

## Description
Le Dadao a une lame incurvée d'une longueur de 80 cm environ à un seul tranchant sans arête centrale avec deux sillons. Le Dadao a un long manche avec un anneau en guise de pommeau. Une lanière de cuir y était généralement attachée afin que l'arme ne se perde pas au combat. La lame et la soie sont d'une seule pièce. La poignée  est enveloppée de cuir ou de tissu solide pour assurer une meilleure prise en main. En raison de sa forme, le Dadao permet des attaques directes, offensives et défensives.

## Source de traduction
- (de) Cet article est partiellement ou en totalité issu de l’article de Wikipédia en allemand intitulé « Dadao » (voir la liste des auteurs).